# ジェダ・ドーマ
ジェダ・ドーマ (Jedah Dohma) は、カプコンの2D対戦型格闘ゲーム『ヴァンパイア』シリーズに登場する架空のキャラクター。

## 概要
シリーズ3作目『ヴァンパイア セイヴァー』（以下『セイヴァー』）より登場。最終ボス格に位置するキャラクター。ゲームタイトルにある『セイヴァー』とは彼のことを指す。『セイヴァー』の開発スタッフによると、本作ではいわゆる「主人公」「脇役」といった肩書はなく、プレイヤーの扱うキャラクターが常に主人公だが、強いて代表者を挙げるならジェダだとされる。
名前と設定自体はシリーズ2作目『ヴァンパイア ハンター』のバックストーリーで登場している。

## キャラクター設定
魔界三大貴族の一つドーマ家当主にして、「冥王」と呼ばれるS級魔族。他者の魔力を吸収し、瞬間的に魔力を上昇させる力を有する。年齢は6千歳を超えるが、三大貴族の中では最も若い。同じ三大貴族の中で頭一つ抜きん出た魔力を保持していたアーンスランド家当主ベリオールは、魔界そのものが己自身という認識を持つために騒乱を嫌い、その強大な力で魔界を征服しようとは考えなかった。その傍観者に徹する姿勢を、魔界の平穏と安寧を何よりも重視するジェダは激しく嫌悪していた。そんな折、三大貴族の一人でヴォシュタル家当主ガルナンの死去により、魔界で拮抗していた勢力バランスが突如崩れ去る。これを好機としてベリオールを亡き者にしようと画策するが、当時の腹心だったオゾムの進言で人間界との「扉」から力を得ようとする。しかし、それはオゾムの罠であり、封印を解かれた「扉」から流入してくる膨大な魔力を吸収し切れず、自滅した。
やがて100余年の時が経ち、魔界の辺境にてジェダは復活を果たす。今なお覇権を得んと醜く争う魔族たちと荒んだ魔界の未来を憂い、「たったひとつの魂ならば、どんな争いも起こりえない」という思想に行き着き、全ての魂に安息を与える「魂の救済」を決意。魔界全ての魂と融合し、唯一完全の生命体になろうと企む。かつての失敗を繰り返さぬよう、膨大な魂を収める容器「神体」の創造に着手、その力を得るために「価値ある魂」を持つ者たちとの同化を求めた。手始めにドーマ家当主の座に居座り、「帝王」を自称する裏切り者オゾムをドーマの居城ごと闇に沈め、「価値ある魂」を持つ者たち＝ダークストーカーズを、魂の檻「魔次元」へと呼び寄せる。
性格は常に沈着冷静、口調も紳士的かつ理知的だが、フレンドシップ時と勝利時に「弱いな」と言い放つ他、その端々に相手を見下す態度が見られる。一方で、自分の首を切り落として相手に体液を浴びせかける技「スプレジオ」や、勝利時に奇声のような高笑いを発するなど、狂気に満ちた行動も特徴的。救済も彼にとって善行ではなく、自然の摂理のように捉えている。勝利メッセージでは自分の考えを押し付けながら諭す、詩的で難解な言い回しを多用するといった気障な面が目立ち、自身を「呆れるほど聡明」と評する非常な自信家であり自己陶酔者でもある。
魂を集める一時的な協力者として、キュービィとリリスがいる。リリスについては彼女が一個の存在に成り立つ要因としても深く関わっている。
ホームステージは「FETUS OF GOD（神の胎児）」となっているが、このステージはアーケード版の対人戦では登場しない。

### 外見
長ラン学生服のような紫色の服を着た長身の青年。肌が青く、側頭部と背中から鎌のような翼が生えている。その身体は（衣服に見える部分も全て）復活に必要な最低限の魔力で構成された可変液体であって、攻撃時に見せる赤い液体は、実際には「血液」ではない。体が血液のような赤い液体の集合体となっている。眉毛とこめかみの位置から黄色い触手が生えている。

### 『セイヴァー』での位置づけ
自身のエンディングでは、「価値ある魂」との融合を果たし、闇と呼ばれる次元（魔界）が正しい世界として存続するために、統率者（アニタ）が目覚める前の人間界を消去するべく動き出す。
最終ボスはジェダ自身ではなくデミトリとなっている。両者に設定上の因縁はあるが、エンディングではデミトリの姿は無く、文章でもそれに触れられていない。
最終ボスとして登場する際、専用の演出が用意されている。声楽の前奏曲と共に、黙示録に倣った「恐れてはいけない。私は最初であり、最後である」という台詞を発し緩やかに降臨する。この演出は一度だけで、最終ボスとしてのジェダに負けてプレイヤーがコンティニューした場合は、プレイヤーが使用するジェダと同じ演出（空間を鎌で裂くようにして現れるパターン）となる。
『セイヴァー』でのCPUジェダは、使用キャラクターによって「最終ボス」、「中ボス」、あるいは「乱入キャラクター」というように登場時の演出が変わる。乱入キャラクターとしての登場では一定の条件を満たすことが必要となるため、該当しない場合、ジェダが出現しないままその操作キャラクターのエンディングを迎えることとなる。
『セイヴァー2』の対CPU戦では最終ボスとしてのみ登場する。ジェダを倒すと、自身の策略の失敗により「魔次元」と共に消滅する。しかし「神体」は消滅することなく残され、復活を暗示させて終わる。操作キャラクターがジェダの場合、そのエンディングでは操作キャラクターのジェダは幻である可能性を仄めかされている。そして「神体」を作り上げるため、全ての魂に対して「自分と同化せよ」というメッセージを送る。ボス登場時の台詞が『セイヴァー』と異なり、『セイヴァー』のダークフォース「サントゥアーリオ」でも発する創世記を模した台詞「魂と血の返済を求める」になる。
また、PS版『セイヴァー EXエディション』内の家庭用『ハンター2』では乱入キャラクターとしてのみ登場する。

## ゲーム上の特徴
戦闘スタイルは、鎌のようになっている翼を武器として使ったものが多い。また、液状の体を生かして自身の体型を変化させるなどの攻撃ができる。特に、掴んだ相手に体液を送り込んでその体を破裂させる「サングェ＝パッサーレ」は、キャラクター毎に専用のグラフィックおよび演出が用意されている。相手を転ばせる能力に乏しいためラッシュが続きにくく、技の攻撃判定もそれほど強くはなく、ジャンプ速度が緩慢ということもあって、攻めづらい。また、登場キャラクターの中では長身に入る分、食らい判定が大きいこともマイナスである。しかし、空中での機動力や、設置するタイプの飛び道具である「ディオ＝セーガ」、そして多数のガード不能技を活用すれば、相手の行動範囲を狭めることができる。「（ES）ディオ＝セーガ」を出した後の前方ダッシュ、空中ダッシュからのラッシュ攻撃は、相手のガードを崩す攻め方として非常に強力。『セイヴァー2』ではバランス調整により、わずかであるが性能が向上している。
『CAPCOM FIGHTING Jam』（以下『CFJ』と表記）で初の外部作品への参戦を果たした。

## 技の解説
ジェダの技名はほとんどがイタリア語だが、唯一ガードキャンセル技の「スプレジオ」のみ、「sprecone」（無駄）と「regio」（尊厳）を組み合わせた造語である。自分で自分の首を斬る時の音と掛け合わせている。

### 通常技
立ち状態の遠近およびジャンプ状態の垂斜の区別はない。
| 操作     | 立ち                               | しゃがみ                             | ジャンプ                               |
| -------- | ---------------------------------- | ------------------------------------ | -------------------------------------- |
| 弱パンチ | マーノ＝ピーナ（嘆きの手）         | マーノ＝パリタ（平等の手）           | マーノ＝ピアシマーレ（窘めの手）       |
| 中パンチ | ディート＝ラメンターレ（悼みの指） | ディート＝チャリタ（博愛の指）       | ディート＝カルマーレ（宥めの指）       |
| 強パンチ | ブラッチョ＝ピエタ（憐れみの腕）   | ブラッチョ＝メルチェ（慈悲の腕）     | ブラッチョ＝アッヴィサーレ（諭しの腕） |
| 弱キック | クインテ＝フィッソ（疾き翼）       | クインテ＝スヴェルト（険しき翼）     | クインテ＝ヴェローチェ（瞬く翼）       |
| 中キック | ヴァルソ＝ファターレ（破滅の境界） | コルポ＝ブイオ（闇の飛沫）           | クインテ＝アグロ（鋭き翼）             |
| 強キック | ファルチェ＝モルテ（死の鎌）       | コルポ＝サルヴァトーレ（救いの飛沫） | ボルド＝クルエント（血塗られた刃）     |

### 特殊技
パルゾ＝ペルドーノ
「赦しの突進」。前方への空中ダッシュ。攻撃判定を持ち、食らった相手はダウンする。空中ダッシュを相手に当てた後にジャンプ攻撃を出すことも可能。レバーの入力を止めると、ダッシュを中断して降下する。1度この技を出した後や、空中で何かしらの技を出した後には、出すことができない。
『セイヴァー2』では、2回目のレバー入力を斜め上か斜め下に変える事で、移動する軌道を変化させることができる。
ダッシュ軌道変化
『クロニクル』の「ヴァンパイアタイプ」と「ハンタータイプ」のみ、地上ダッシュ中にレバーを上下に入れることでダッシュの軌道を変更できる。

### 投げ技
サングェ＝ヴァンジェーロ
「血の福音」。笑いながら、掴んだ相手に胸部から体液を吹き掛けて、弾き飛ばす。技後は追い打ちが可能。
メスト＝スピンタ
「貫く悲しみ」。空中投げ。掴んだ相手とともに画面外まで上昇し、両翼を剣の様に変形させて突き刺した状態で地面へ落下して叩きつける。技後の追い打ちは不可。

### 必殺技
ディオ＝セーガ
「神の刃」。自分の翼の一部を切り取った後、円を描くような形で発射する飛び道具。飛んでいった翼は一定距離進むと静止し、その場で円形の刃を形作り、一定時間回転し続ける。刃は3ヒットし、相手に当たるか一定時間が経過するか、ジェダ本体が攻撃を食らうと消滅する。攻撃判定は刃が静止してから発生するため、相手と接近した状態で出すとすり抜けてしまう。弱中強によって、静止する高さが変わり、強の方が高い位置になる。空中でも出すことが可能で、弱の方が高く、強の方が低い位置で静止して、回転を始める。刃が静止すればすぐに動ける。
ES版は刃が大きくなり、ヒット数が5まで増える。空中版もほぼ同様の内容で、地上で出す際より高い位置で静止する。通常時と異なり、ジェダ本体が攻撃を受けても刃が消えないほか、当たった相手の反動がジェダ側に引き込むような形となる。
ネロ＝ファティカ
「黒き痛み」。ジェダが後ろに進みながら爪で空間を引っ掻くと軌跡が残る。この軌跡に触れた相手を球体状の体液に包んで閉じ込めた後、背中の翼を変形させた巨大な鎌で斬りつける。判定は投げ技属性のため、ガードは不可。しかし、攻撃位置が高い分しゃがんだ相手に出すと空振りする。なお、爪の軌跡で一部の飛び道具を相殺することも可能。
ES版は、鎌で切付けるモーションの前に、立ち弱パンチと立ち中パンチを加え、ヒット数が5に増える。通常、ESともに技後は追い打ちが入る。
サングェ＝パッサーレ
「血の助け」。コマンド投げ。掴んだ相手に体液を送り込み、その体を破裂させる残酷な掴み技。キャラクター毎に専用の演出が用意されており、かなり個性的なものになっている。掴むまでに若干の時間を要し、無敵時間も存在しない。反面、回復可能ダメージが低く、技後は追い打ちが入る。なお、ES版は存在しない。『CFJ』では使用不可。
この技で相手をKOした場合、相手の身体が真っ二つに両断される。
イラ＝スピンタ
「貫く怒り」。空中からのコマンド投げ。空中で不敵な笑い声を発しながら一旦停止した後、急降下して相手を掴む。掴むのに成功すると、「メスト＝スピンタ」のように飛び上がり翼を相手に突き刺した状態で落下した後、狂気じみた笑い声を叫びながらそのまま体を回転させて大きく抉る。弱中強により、急降下の際の角度が変わり、弱はほぼ真下、強は斜め下へ落ちる。投げ技判定のため、ガードは不可。
ES版はダメージが増加するほか、相手を抉る際の出血量が多くなる。
イラ＝ピアノ
「削る怒り」。「イラ＝スピンタ」からの派生技。急降下するまでにパンチボタンを押すと、自らの体を丸めて巨大な刃に身を包んで落下する。落ちる際の角度は、「イラ＝スピンタ」を出すときに入力したキックボタンの威力で決定され、技の威力に関しては弱中強の区別は無い（どのパンチボタンを押しても変わらない）。
ES版は、ヒット数が5に増えるが、攻撃判定の大きさは変化しない。「イラ＝スピンタ」を入力してパンチボタンを2つ同時に押すのではなく、「ESイラ＝スピンタ」を入力して急降下中にいずれかのパンチボタンを押すことで発動する。イラ＝スピンタよりも遠くへ攻撃が届く。
スプレジオ
『セイヴァー』ではガードキャンセル専用技。『セイヴァー2』では、通常の必殺技として使用可能。自分の首を斬り落とし、その体液を浴びせる。横へのリーチは長いが、発生は遅く、足元への攻撃判定は小さい。
ES版は血の吹き出す回数が増えて3ヒットするが、動作が大きくなる分隙も大きくなる。3発目が当たらないと相手はダウンしない。
なお、『セイヴァー』では通常・ESともに相手の体力を削る能力は無いが、『セイヴァー2』ではケズリ能力が付いている。
ラサーレ＝セーガ
「削る刃」。『ヴァンパイア』のシステムのダウン追撃技。「イラ＝ピアノ」の時のように巨大な刃に変えた翼で自身を包み、相手を踏み潰す。
ES版はヒット数が5に増える。通常、ESともに全て回復可能ダメージで、確定ダメージは無い。

### EX必殺技（超必殺技）
プロヴァ＝ディ＝セルヴォ
「下僕の証」。手首を切り、体液を地面に向けて発射する。発射された体液は地を這うように進み、キックボタンを押すと、赤く巨大な手の形になって相手を掴む。相手を掴むとジェダ本体は姿を消し、相手を3度地面へ叩きつけた後にさらに地面に擦り付け、その後に現れる巨大な契約書の印として相手の体を真っ赤にした状態で叩きつける。契約書は丸められ青い宝石となり、ジェダの「契約完了」という台詞とともに現れたジェダの胸部に収められ、相手が上空から降って来る。投げ技属性のためガード不可だが、地上の相手にしか決まらないだけでなく、キックボタンを押してから相手を掴むのに時間がかかる。技後の追い打ちは不可。
『セイヴァー2』のダークフォース中に出すと、叩きつける攻撃と擦り付ける攻撃がもう1回ずつ追加される。
『クロニクル』の「ヴァンパイアタイプ」では、このEX必殺技のみが使用できる。
『PROJECT X ZONE』では「ディオ＝セーガ」を放って相手を怯ませた後にこの技を使用する形がとられている。
『マーベル VS. カプコン:インフィニット』ではLV3専用（3ゲージ消費）技となっている。
フィナーレ＝ロッソ
「終末の朱」。コマンドを入力した時点での相手の真下に、無数の体液の手が這い出てくる。この手が相手を捕えるとそのまま体液の海のような空間へ引きずり込んで13発の打撃を浴びせた後に地上へ放り出す。技後には追い打ちが入る。投げ技属性のためガード不可。攻撃判定の持続時間が長い、技後の追い打ちが入る、といった点がプロヴァ＝ディ＝セルヴォとは異なる。
『PROJECT X ZONE』では複数技として採用され、最大4人まとめて引きずりこむ。
サントゥアーリオ
「聖域」。『セイヴァー』でのダークフォース、『セイヴァー2』でのEX必殺技。両翼を使って、空中を自由に浮遊できるようになる。ダッシュ、空中ダッシュ、ジャンプ攻撃、地上での攻撃、必殺技、EX必殺技、空中ガードも使用可能だが、ガード後は強制的に着地する。ダークフォースが空中で解除されると、着地するまでジェダ本体は無防備状態で降下していく。

## 特殊なダメージモーション
ミッドナイトブリス（デミトリ）
ジェダをそのまま女性化したような姿。長身で金色のストレートヘアーの美女。
王家の裁き（アナカリス）
眉毛の長い黒い鳥になる。鎌を持っている。
とが首さらし（ビシャモン）
鎌のような翼のみになる。
サングェ＝パッサーレ（ジェダ）
腹が膨れる。

## 登場ゲーム作品
- ヴァンパイアシリーズ
  - ヴァンパイア セイヴァー
  - ヴァンパイア ハンター2（家庭用のみ）
  - ヴァンパイア セイヴァー2
  - ヴァンパイア クロニクル for Matching Service
  - ヴァンパイア クロニクル ザ カオスタワー
  - ヴァンパイア ダークストーカーズコレクション
- その他
  - ポケットファイター（ミッドナイトブリスで女性化した状態）
  - CAPCOM FIGHTING Jam
  - 鬼武者Soul（ミッドナイトブリスで女性化した状態）
  - マーベル VS. カプコン:インフィニット
- 他社
  - SNK VS. CAPCOM 激突カードファイターズシリーズ
  - クロスエッジ
  - PROJECT X ZONE（敵キャラクターとして）
  - TEPPEN
  - クイーンズブレイド リミットブレイク

## 声優
ジェダ
- 千葉一伸（ヴァンパイアシリーズ、『CAPCOM FIGHTING Jam』、『クロスエッジ』、『PROJECT X ZONE』）
- デビッド・ケイ（『マーベル VS. カプコン:インフィニット』）

ジェダ（女性化）
- 神宮司弥生（『ヴァンパイア セイヴァー』）
- 田中理恵（『鬼武者Soul』）

## 備考
- 開発当初の設定およびデザイン画では、「ベリオールJr」という長ラン学生服をモチーフに取り入れた魔王ベリオールの息子であり、現在におけるジェダのデザインはそれを取り入れている。
- 業務用の『ハンター2』には参戦していないが、本作の戦いの舞台は「魔次元」であり、ジェダ自身もエンディングの文面でのみ「かの者」や「冥王」の表記で登場する。
- シリーズ初期の頃に描かれた、デミトリのサイドストーリー用に描かれた三大貴族の絵には、全く違う姿のジェダが描かれている（『セイヴァー』のジェダの身体は復活に必要な魔力で構成された、言わば仮初めの肉体のため）。
- 『セイヴァー』ではジェダの乱入キャラクターがジェダ自身だったが、『セイヴァー2』では最終ボスがジェダに固定されているため、乱入キャラクターが『セイヴァー』での最終ボスだったデミトリに変更されている。なお、家庭用『ハンター2』ではジェダのままとなっている。